# Ratpenat de Brandt
El ratpenat de Brandt (Myotis brandtii) és una espècie de ratpenat de la família dels vespertiliònids. Viu a Albània, Àustria, Belarús, Bèlgica, Bulgària, Croàcia, la República Txeca, Dinamarca, Estònia, Finlàndia, França, Alemanya, Grècia, Hongria, Itàlia, el Japó, el Kazakhstan, Corea del Sud, Letònia, Liechtenstein, Lituània, Luxemburg, Moldàvia, Mongòlia, Montenegro, els Països Baixos, Noruega, Polònia, Romania, Rússia, Sèrbia, Eslovàquia, Eslovènia, Espanya, Suècia, Suïssa, Turquia, Ucraïna, el Regne Unit i la Xina. El seu hàbitat natural són els boscos mixtos de frondoses i els boscos de coníferes, normalment a prop de masses d'aigua. És una espècie en risc mínim, és a dir, no sembla que hi hagi cap amenaça significativa per a la seva supervivència.
Fou anomenat en honor del zoòleg, botànic i metge alemany Johann Friedrich von Brandt.